# 70444 Genovali
70444 Genovali è un asteroide della fascia principale. Scoperto nel 1999, presenta un'orbita caratterizzata da un semiasse maggiore pari a 2,6146520 UA e da un'eccentricità di 0,1301834, inclinata di 11,91983° rispetto all'eclittica.